# Philip Jackson
Pour les articles homonymes, voir Jackson.
Philip Jackson, né le 18 juin 1948 à Retford, est un acteur anglais. Il est plus particulièrement connu dans les pays francophones pour son rôle de l'inspecteur Japp dans la série télévisée Hercule Poirot, dans laquelle il apparaît dans 39 épisodes entre 1989 et 2001 et un épisode en 2013.

## Dramatiques radiophoniques
Philip Jackson a également endossé le rôle de l'inspecteur Japp dans plusieurs dramatiques radiophoniques diffusées sur BBC Radio 4 dont The ABC Murders, le 22 avril 2000, et Death in the Clouds, le 3 mai 2003. Il a encore interprété son personnage de Japp durant cinq épisodes successifs dans deux séries : One, Two, Buckle My Shoe (du 30 août au 27 septembre 2004) et The Mysterious Affair at Styles (du 5 septembre au 3 octobre 2005).

## Filmographie

### Cinéma
- 1984 : Rendez-vous à Broad Street (Give My Regards to Broad Street), de Paul McCartney : Alan
- 1996 : Les Virtuoses de Mark Herman : Jim
- 2011 : My Week with Marilyn de Simon Curtis : Roger Smith
- 2012 : Friend Request Pending de Chris Foggin (court métrage) : Trevor
- 2012 : Stars in Shorts : Trevor
- 2013 : The Best Offer de Giuseppe Tornatore : Fred
- 2013 : Believe, Theatre of dreams : Bob
- 2018 : Peterloo de Mike Leigh

### Télévision
- 1988 : Monstres et merveilles (mini-série) : Le Roi (épisode 3 L'Enfant de la Chance)
- 1993 : 15: The Life and Death of Philip Knight : Stan Eastwood
- 1988-2002 et 2013 : Hercule Poirot (série télévisée) :  Inspecteur-chef James Japp
- 1999 et 2005 : Inspecteur Frost (série télévisée) :  Sergent Détective Billy «Razor» Sharpe
- 2009 : Margaret de James Kent
- 2009 : Inspecteur Barnaby :  Daniel Snape (S12E04)
- 2014 : Meurtres au paradis (série télévisée) : David Witton
- 2020 : Shakespeare and Hathaway (série télévisée) : Chamberlain